# Iwan Simonis
Iwan Simonis, eigenlijk Jean-François Dieudonné Simonis (Verviers, 6 januari 1769 – aldaar, 13 januari 1829) was een Belgische ondernemer en is ook de naam van een van de meest gerenommeerde fabrikanten van biljartdoek. Hij geldt ook sinds 1799 als de eerste vertegenwoordiger van de Europese continentale industrialisering.

## Geschiedenis

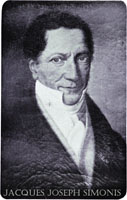
Vader Jacques-Joseph Simonis

In 1680 begon Guillaume Simonis (°1640) met het fabriceren van biljartlaken. Zijn zoon Jacques-Joseph (1717-1789) zette het bedrijf verder en na hem zijn zoon Iwan Simonis, van wie de voornaam bij de naam van de firma werd gevoegd. De firma bestaat nog steeds. Verviers was beroemd om zijn uitmuntend schapenwollaken.
Ivan Simonis had opvolgers die de Simonisfabriek verder leidden. Zie Simonis (adel).
In 1815 werd hij door de Koning Willem I benoemd tot lid van de Tweede Kamer. Hij aanvaardde die functie niet waarop zijn broer Joseph Antoine Simonis als zodanig benoemd werd. 

## William Cockerill

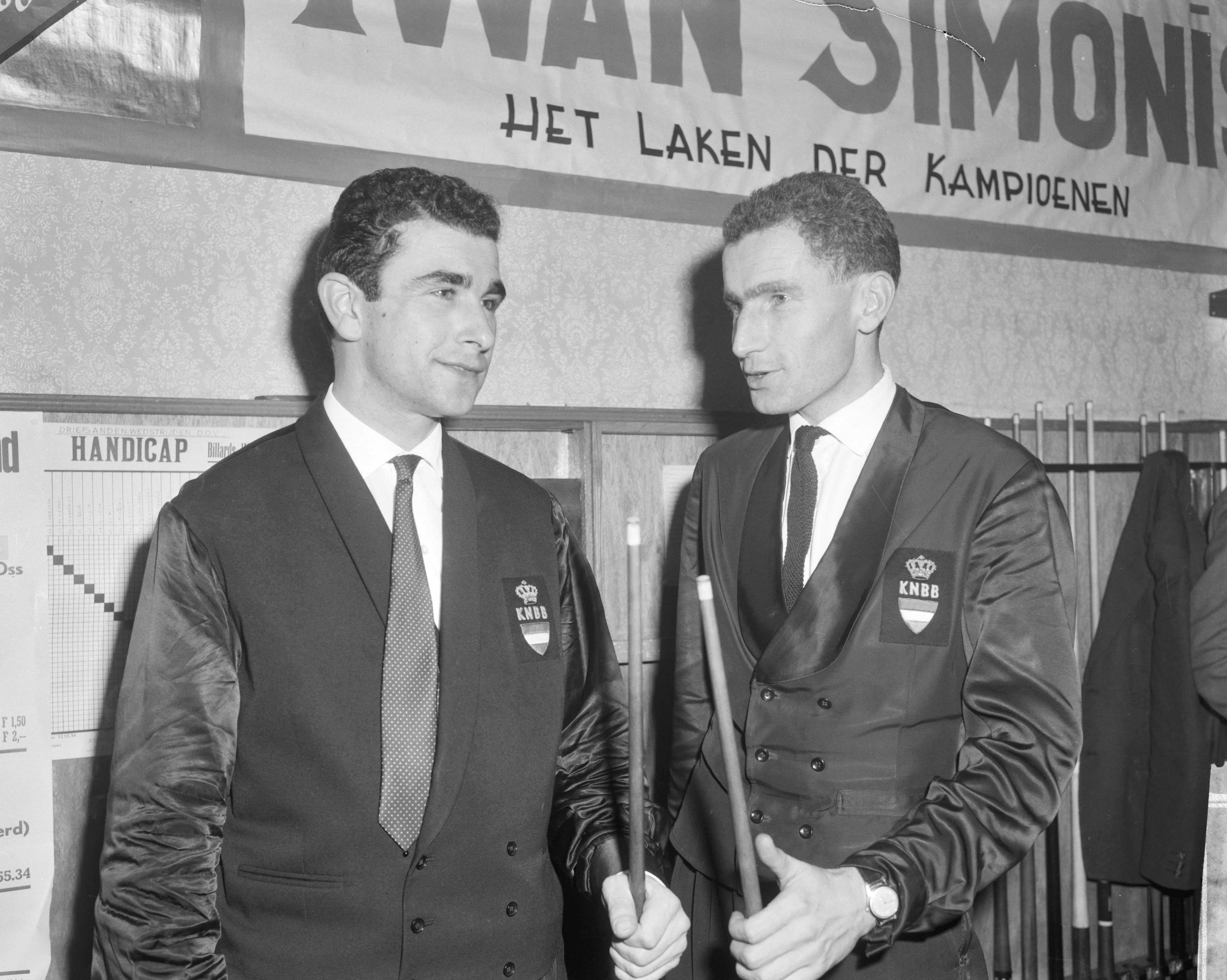
Twee biljartkampioenen onder reclame voor het biljartlaken van Iwan Simonis

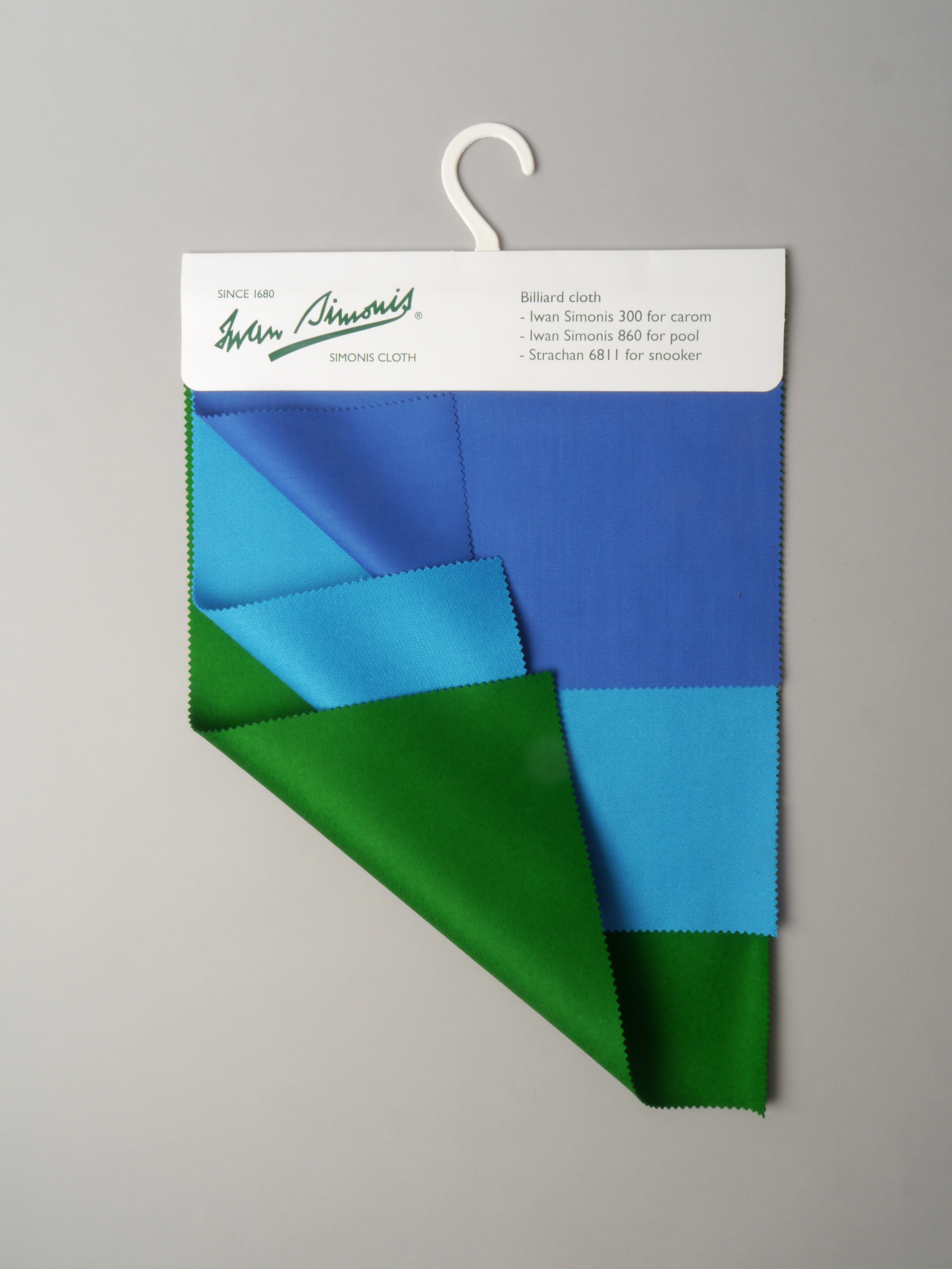
Stalen van biljartlaken van het merk Simonis

De textielondernemer Simonis wierf in 1799 William Cockerill aan, vermoedelijk door toedoen van zijn zus Marie-Anne Simonis. Cockerill vernieuwde de machines en leidde daardoor de industrialisatie van het Europese continent in. Hij gebruikte een aantal Britse industriële uitvindingen (niet beschermd door patenten in Frankrijk) om in Verviers vanaf 1799 en later in Seraing, een van Europa's grootste firma's uit te bouwen die zich bezighielden met de productie van textiel, stoommachines, ijzer, steenkoolontginning, kanonnen, brugmateriaal, locomotieven enz. Verviers werd door zijn inspanningen leidinggevend op het vlak van gemechaniseerde wolproductie en België het eerste geïndustrialiseerde land in continentaal Europa. Williams zoon John Cockerill (1790–1840) was eveneens belangrijk voor de industrie van België. In 1835 bouwde de Cockerillfabriek de rails en de locomotief (La Belge) voor de eerste Europese spoorlijn tussen Brussel en Mechelen.